# 俄羅斯-巴什基爾友誼紀念碑
俄羅斯-巴什基爾友誼紀念碑（巴什基爾語： （Uryss ha’m bashqort halyqtar Dusslyg'y Monumenty））位於俄羅斯巴什科爾托斯坦共和國的首府烏法，是當地著名的景點，於1957年為紀念巴什科爾托斯坦加入俄羅斯400週年而建。紀念碑於1965年完工揭幕。

## 歷史
1957年，巴什科爾托斯坦共和國舉辦慶祝加入俄羅斯400週年的活動，6月14日，此紀念碑的選址上設立了一塊大理石版，其上書有：
Здесь будет сооружён монумент в память 400-летия добровольного присоединения Башкирии к Русскому государству（此處將建立一座紀念碑以紀念巴什科爾托斯坦自願加入俄羅斯400週年）
不過紀念碑的設計工作在4年後才展開，建築期間還遇到了支架崩塌、土質流失等困難，1965年8月7日紀念碑終告完工，並在此舉行了一場揭幕儀式。

## 設計
此紀念碑的主體為一方尖碑，由兩塊垂直的粉紅色花崗岩組成，其上有三塊材質為灰色花崗岩的環形裝飾，將紀念碑分成四個部分，象徵巴什科爾托斯坦加入俄羅斯的四個世紀。其中最下方的灰色花崗岩上刻有俄羅斯語與巴什基爾語的碑文
：
СЛАВА ВЕЛИКОЙ БРАТСКОЙ ДРУЖБЕ РУССКОГО И БАШКИРСКОГО НАРОДОВ 
РУС ҺӘМ БАШҠОРТ ХАЛЫҠТАРЫНЫҢ БӨЙӨК ТУҒАНЛЫҠ ДУҪЛЫҒЫНА ДАН
（榮耀歸於俄羅斯人與巴什基爾人的兄弟情誼）
紀念碑基部有兩座女性人物的銅像，象徵俄羅斯人與巴什基爾人，分別呈坐姿設立於紀念碑主體的兩側，手往中央舉著象徵和平的月桂花環。另外基部還有若干的鐵製的浮雕，以俄羅斯人與巴什基爾人的互動為主題。紀念碑的基座厚實，重心位於地下，使整座紀念碑相當穩固。

## 圖集

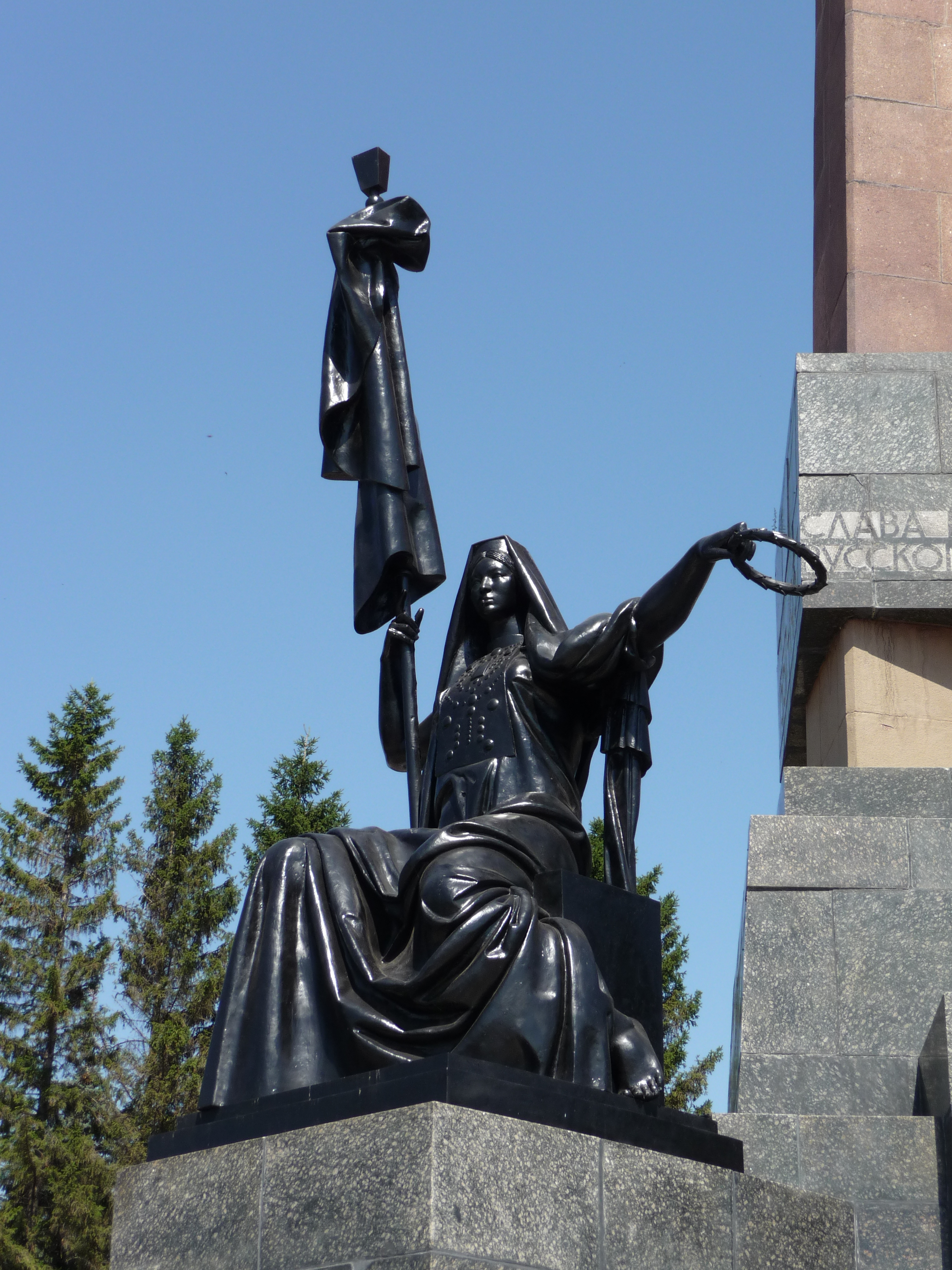
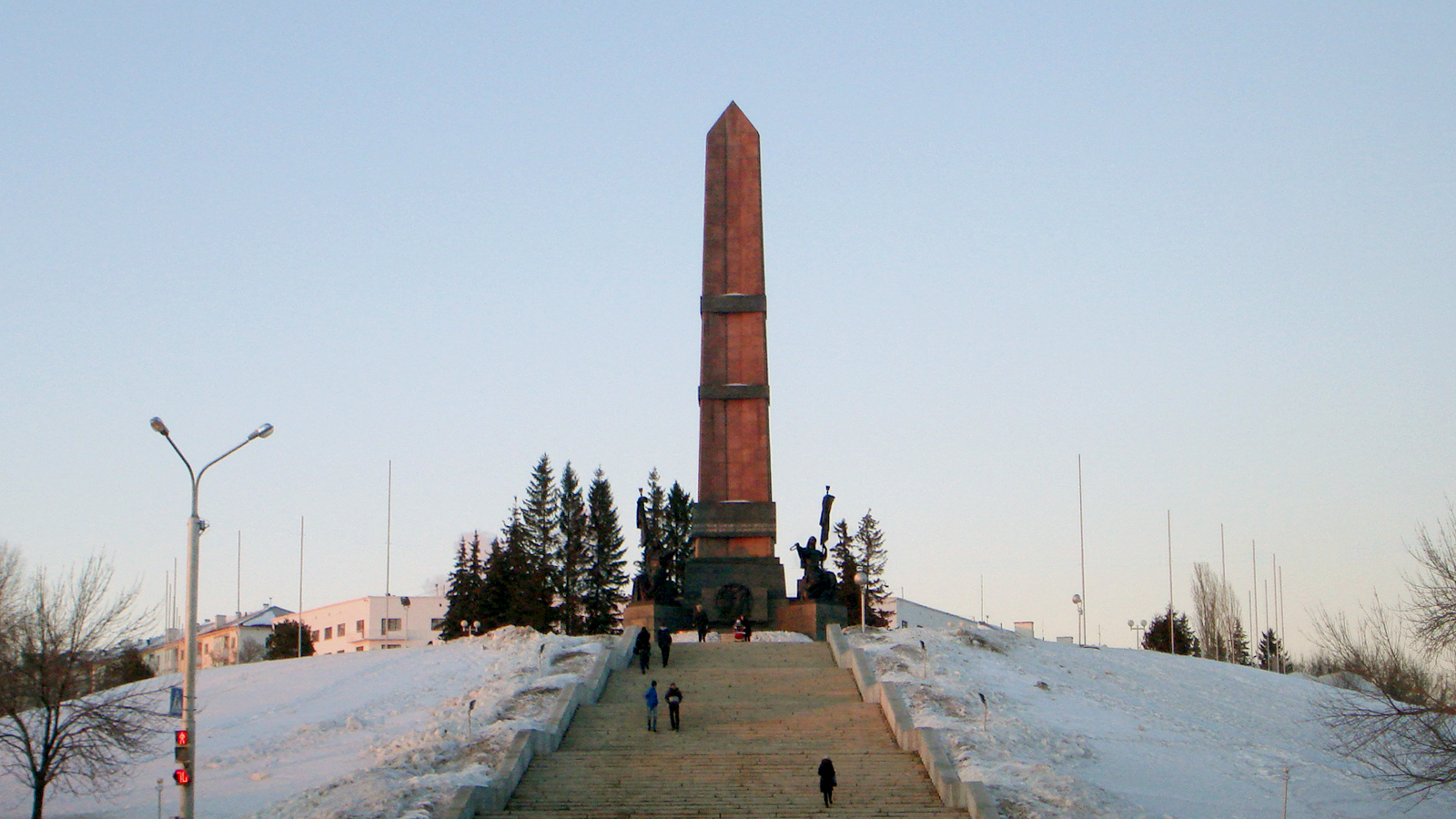
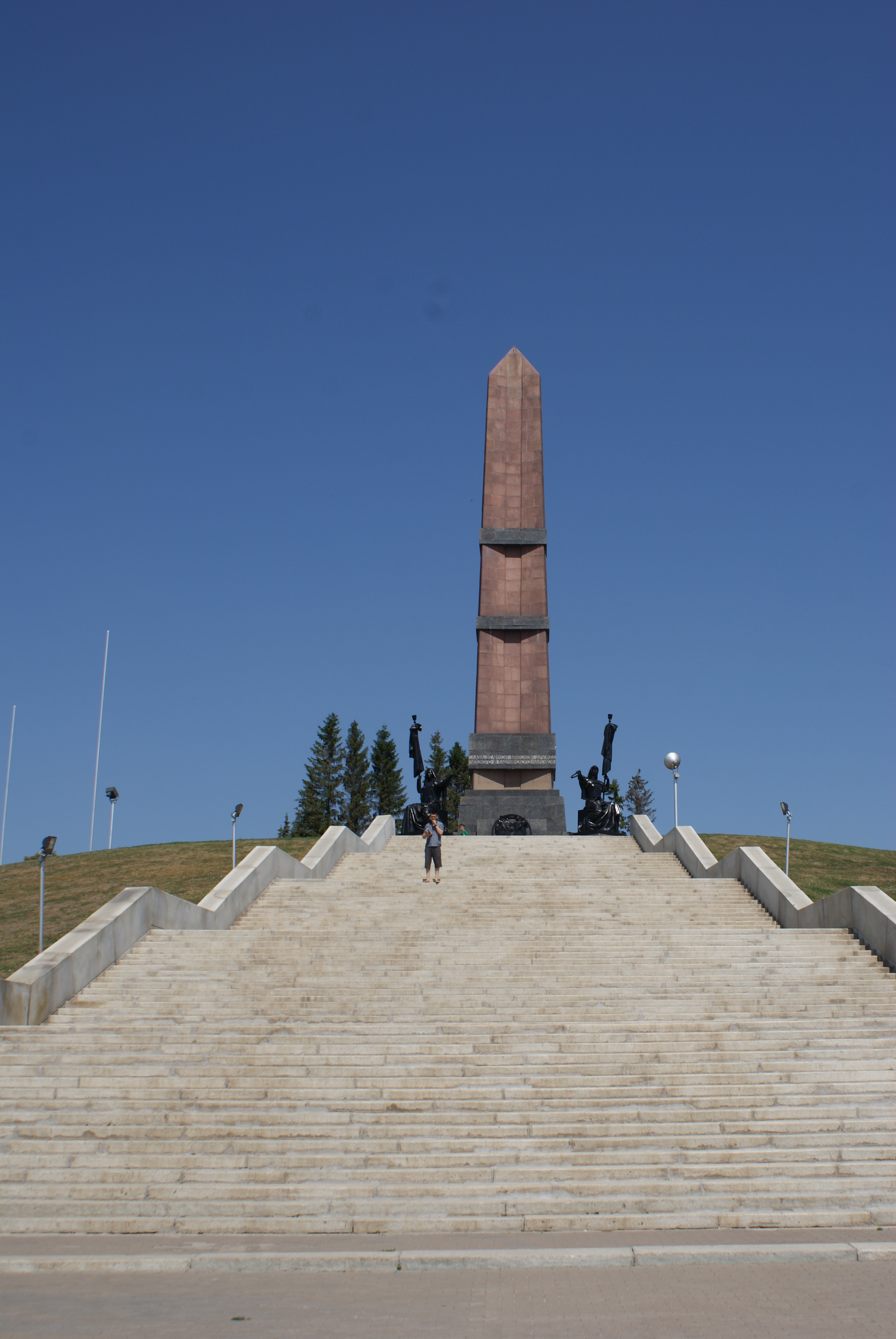